# José Joaquim Januário Lapa
José Joaquim Januário Lapa (Santa Maria de Belém, hoje em Lisboa, 10 de Julho de 1796 – Lisboa, 1 de Junho de 1859)[carece de fontes?], 1.º Barão de Vila Nova de Ourém e 1.º Visconde de Vila Nova de Ourém, foi um nobre e militar português.

## Família
Filho de José António Rodrigues Lapa e de Rita Gertrudes.

## Biografia
Foi o 8.º Governador Civil do Distrito de Lisboa de 15 de Novembro de 1847 a 29 de Março de 1848 e o 92.º Governador da Índia Portuguesa, entre 1851 e 1855.
Durante seu governo, introduziu várias inovações em Goa, entre elas, a criação do Lyceu Nacional de Nova Goa. Também teve que enfrentar os revoltosos de Satary, o que dificultou as suas ações de governo na Colônia. Com a saúde debilitada, acabou por retornar a Portugal, entregando o comando a um Conselho de Governo.

## Casamento e descendência
Casou-se no Rio de Janeiro a 10 de Janeiro de 1822 com Ana Margarida de Bettencourt (22 de Fevereiro de 1805 – 10 de Janeiro de 1874), filha de Elesbão José da Silva de Bettencourt e de sua mulher Teresa José da Silva, e teve um filho, Elesbão José de Bettencourt Lapa, 2.º Visconde de Vila Nova de Ourém.